# Nexter Titus
Titus to transporter piechoty opracowany i zbudowany przez Nexter i Tatra Defence Vehicle.

## Opis
Titus zbudowano na podwoziu Tatra 817.

## Operatorzy
- Śiły Landowe Albani : Obecnie testowanych jest 16 pojazdów, które wkrótce wejdą do służby.

- Śiły Landowe Arabi Saudjskiej :Nieznany liczba pojazdów Nexter Tytus, używany jako ciągnik z haubicą 105 mm.

- Śiły Zbrojne ZEA : Podpisano kontrakt o wartości 47 mln euro z Resource Industries ze Zjednoczonych Emiratów Arabskich (ZEA), o czym poinformował na targach IDEX 2023. Kontrakt oznacza produkcję i dostawę ponad dwustu pojazdów z podwoziem Tatra do celów wojskowych i cywilnych na rynek ZEA. Kontrakt, po uwzględnieniu kosztów partnera w ZEA, może osiągnąć wartość nawet 77 mln euro. Są to ciężarówki Tatra Force, Patriot II MRAP, TREVA-30 ARV i Tatra Titus MRAV.

- Czeskie Śiły Zbrojne : W 2019 roku zamówiono 62 pojazdy w trzech wersjach (36 pojazdów łączności, 6 dowódczo-sztabowych)i 20 pojazdów koordynujących wsparcie ogniowe)[2].

- RAID (French Police unit)|RAID & Research and Intervention Brigade|BRI, próby zostały przewodzone w 2016 r., ale od tego czasu nie wydano żadnego rozkazu[3].

## Odniesienia
1. ↑  Titus, le nouveau blindé de Nexter. www.lopinion.fr, 2014-06-18. [dostęp 2024-11-15]. (fr.).
2. ↑  Linges de défense. lignesdedefense.ouest-france.fr/, 2017-08-27. [dostęp 2024-11-15]. (fr.).
3. ↑  Le Titus, un blindé de 20 tonnes, est en test à la préfecture de police de Paris. www.francebleu.fr, 2016-05-9. [dostęp 2024-11-15]. (fr.).